# Bagor Wetan
Bagor Wetan is een bestuurslaag in het regentschap Nganjuk van de provincie Oost-Java, Indonesië. Bagor Wetan telt 3340 inwoners (volkstelling 2010).